# Prima battaglia della Champagne
La prima battaglia della Champagne (in francese "Bataille de Champagne") fu combattuta durante la prima guerra mondiale nella regione della Champagne, in Francia. Lo scontro vide contrapposte le forze francesi a quelle tedesche. Fu il primo attacco significativo che gli Alleati lanciarono contro la Germania dallo scavo delle lunghe linee di trincea, dopo la cosiddetta "Corsa al mare" dell'autunno del 1914.

## La battaglia
Dopo alcune brevi schermaglie di minor intensità, la battaglia iniziò il 20 dicembre 1914 e si estese ad un settore del fronte che andava da Nieuwpoort a Verdun, durando fino al 17 marzo dell'anno successivo.
I combattimenti incominciarono sul limite sud del saliente di Sayon, vicino a Perthes, e si estesero poi anche a Givenchy (dove si combatté dal 18 al 22 dicembre), a Perthes (20 dicembre) e Noyon (22 dicembre).
La battaglia terminò con un'avanzata molto esigua delle forze francesi, che pagarono però un tributo di 90'000 perdite: lo stesso costo umano che pagarono anche i Tedeschi.
La battaglia, inoltre, dimostrò come la cavalleria usata in questo scontro, per lo più nel dicembre del 1914 e nel febbraio del 1915, avrebbe avuto un ruolo marginale nell'intera guerra, limitandosi a qualche rara carica.